# Preganziol
Preganziol (velenceiül Preganxiol) település Olaszországban, Veneto régióban, Treviso megyében. Lakosainak száma 16 737 fő (2023. január 1.). Preganziol Casier, Mogliano Veneto, Treviso, Zero Branco és Casale sul Sile községekkel határos.

## Népesség
A település népességének változása:
| Lakosok száma | 16 908 | 16 957 | 16 737 |
|               | 2017   | 2018   | 2023   |